# 윌리엄 린튼
윌리엄 린튼(영어: William Alderman Linton, 한국어: 인돈(印敦), 1891년 2월 8일 ~ 1960년 8월 13일)은 미국의 장로교 선교사이다.

## 주요 이력
1912년 그의 나이 21세때 미국 남장로회 선교사로 일제 강점기 조선 땅에 파송되어 입국 후 48년간 의료, 교육 선교 활동을 했다. 전주 신흥학교, 기전여학교 교장을 지낸 윌리엄 린튼은 일제강점기 때 신사참배를 거부했다는 이유로 쫓겨났다가 광복 후 다시 대한민국을 찾아 지금의 한남대학교 (당시 교명은 대전대학)를 설립하였다.

## 경력

### 생애 초기
윌리엄 린튼은 1891년 미국 조지아의 토마스빌에서 부농 집안의 셋째로 출생하였다. 그러나 그의 유년시절은 그리 행복하지는 않았는데, 그의 나이 두살때 누나 모드가 죽고, 2년 후에는 형 와이츠 2세도 죽었으며, 8살 때는 여동생 칼리도 장티푸스로 사망하였다. 10세 때에는 부모가 이혼하였고, 그가 아틀란타의 조지아 공대에 입학한 이듬해인 1908년 어머니가 오랜 병고 끝에 사망하였다. 그의 어머니는 감리교 신자였으며 때문에 윌리엄도 세례는 장로교가 아닌 감리교에서 받았다. 어머니의 사망후 대학교 3학년 때부터 그는 기숙사에서 나와 남장로회 노스애비뉴 교회의 장로이자 의사였던 M. M. Hull 박사의 집에서 기거하게 되는데, 이는 향후 그가 한국에 선교사로 파송되는 계기가 된다.

### 일제 강점기 선교활동
윌리엄 린튼은 1912년 6월 조지아 공대 전기공학과를 수석으로 졸업하고 GE에 입사가 예정되어 있었던 장래가 촉망되는 수재였으나, 1913년 한국 목포에 파송되어 선교활동을 펴던 중 일시 귀국하여 Hull 박사의 집에 머물게 된 프레스톤 (John F. Preston 한국명 변요한) 선교사의 강연에 감명받아 조선으로의 선교사 파송을 결심하고 미국 남장로교 선교사로 조선에 도착하였다. 그는 일제강점기와 한국전쟁 시기를 포함하여 48년 동안 호남과 충청 지역에서 선교와 교육사업을 위해 일하였다. 군산영명학교에서는 한국어로 성서와 영어를 가르쳤고, 전주 신흥학교와 기전여학교 교장을 역임했다. 그는 1919년 전라북도 군산의 만세시위 운동을 배후에서 지도하였고, 1919년에는 안식년을 맞아 미국으로 귀국하여 8월 애틀랜타에서 열린 미국 남부지역 평신도대회에 참석하여 3.1운동의 실상을 국제사회에 알리고 지지를 호소하기도 했다. 1919년 컬럼비아대학교 사범대학원의 교육학 과정에 입학하였고, 1921년 교육학 석사를 취득하고 조선으로 돌아와 다시 군산 영명학교 교장에 취임한다. 이듬해인 1922년에는 남장로교 선배 선교사인 유진 벨(한국명:배유지) 선교사의 딸 샬럿 벨(한국명 : 인사례)과 결혼한다. 샬럿 벨은 목포에서 출생하였지만, 당시 영아사망율이 높고 교육환경이 열악한 조선의 사정상 청년기를 미국에서 보내고 다시 조선으로 돌아온 터였다. 다만 결혼식은 조선이 아닌 미국 남장로회 일본 선교부가 있던 고베에서 치러졌다. 결혼 이듬해 장남 윌리엄 2세가 태어났고, 이후 차남 유진, 3남 인휴(Hugh MacIntyre Linton), 4남 인도아(Thomas Dwight Linton)를 슬하에 두었다. 4남 출생 이듬해 다시 안식년을 맞아 귀국, 컬럼비아대 신학대학원에 진학, 1930년 신학석사와 취득과 함께 목사안수를 받고 조선으로 돌아온다. 조선으로 돌아와 전주신흥학교와 기전여학교 교장으로 재직하고 있을 때, 일제의 강제적인 신사참배를 거부하고, 학교를 자진 폐교해 1940년 일제로부터 추방되어 미국으로 귀국하게 된다.

### 광복이후
광복 후 다시 한국으로 돌아와, 한국 전쟁 중에도 한국을 떠나지 않고 전라북도 전주에 남아 성서학교를 운영하였고, 전쟁 막바지에는 경상남도 부산에서 선교 활동을 하였다. 그러나 이때부터 건강이 악화되었고 1948년에 수술을 받기위해 미국 버지니아를 다녀왔으며, 1956년에도 역시 수술을 위해 일본 동경을 다녀왔다. 건강이 여의치 않는 와중에도 1956년 대전기독학관을 설립했고 1959년 대전대학(현, 한남대학교)으로 인가를 받아 초대학장에 취임했으나, 이듬해 암으로 인한 건강악화로 1960년 6월 학장직을 사임하고 차남 유진이 의사로 일하고 있던 미국 테네시주 녹스빌로 귀국하였으나 8월에 사망하였다.

## 상훈
- 대한민국 정부는 2010년 3·1절을 맞아 윌리엄 린튼에게 건국훈장 애족장을 수여하였다. 그가 1919년 전북 군산의 만세시위 운동을 지도하고, 3·1운동의 실상을 국제사회에 알리며 지지를 호소한 공로를 인정한 것이다.[1]

## 가족
윌리엄 린튼은 같은 남장로교 선교사인 유진 벨(Eugene Bell, 한국명 배유지(裵裕祉))의 딸 샬럿 벨 (한국명:인사례)와 결혼하여 4명의 아들, 장남 윌리엄 2세, 차남 유진, 3남 인휴(Hugh MacIntyre Linton), 4남 인도아(Thomas Dwight Linton)을 두었다.
그가 설립한 한남대학교에는 생전에 그가 아내인 인사례와 살았던 생가가 보존되어 있으며, 그의 이름을 딴 여러 건물이 있다. 아내 인사례 역시 그녀의 이름을 딴 '인사례 교양관'이라는 건물과 '사례교'라는 다리가 교내에 있다.
3남 인휴는 군산에서 태어나 전남의 도서지역에 600여 개의 교회를 개척했으며, 인천상륙작전에 참전하기도 했다. 인휴의 7남 2녀 중 삼남 인세반은 '유진 벨 재단'의 회장 직을 맡고 있으며, 막내아들 인요한은 연세대학교 가정의학과 교수, 세브란스 병원 원장이고 북한에 구급활동을 위해 앰뷸런스를 보내는 등 북한 의료지원에도 관여하였다.
4남 드와이트 린튼은 청소년기를 한국에서 보내고 미국에서 대학을 나온 후 1952년 한국으로 돌아와 광주에서 의료봉사 활동을 하였다.

## 같이 보기
- 휴 린턴
- 드와이트 린턴
- 전주신흥고등학교
- 한남대학교
- 인요한